# Немања Ћеранић
Немања Ћеранић (1990) српски је филмски и ТВ редитељ и монтажер.

## Биографија
Дипломирао је монтажу на Факултету драмских уметности у Београду. Са два кратка играна филма Сточар и Соба смрти освојио је низ награда на фестивалима кратког метра у земљи.
Године 2017. режирао је свој дебитантски дугометражни филм Воља Синовљева, који до данас није завршен услед недостатка финансијских средстава (снимљено је сат времена).
Током 2019. године режирао је епизоде серија Група, Ekipizza и Швиндлери.
Током марта 2020. године завршио је снимање и филма Лихвар чије је снимање претходно прекинуто услед проглашења ванредног стања због коронавируса.
Живи и ради у Београду.

## Филмографија
- 2013 - Сточар - кратки филм
- 2016 - Соба смрти - кратки филм
- 2019 - Екипица - мини серија
- 2019 - Група (ТВ серија)
- 2019—2020 - Швиндлери
- 2021 - Лихвар
- 2021 - Кљун
- 2024 - Недеља
- 2024 - Недеља
- 2024 - Воља синовљева
- 2025 - Воља синовљева (серија)
- //   - Рука правде (филм) - у припреми